# 花嫁の父
『花嫁の父』（はなよめのちち、Father of the Bride）は、娘の結婚式の準備に奮闘する男性を描いた1950年のアメリカ合衆国のコメディ映画。
監督はヴィンセント・ミネリ、出演はスペンサー・トレイシー、ジョーン・ベネット、エリザベス・テイラーなど。
原作はエドワード・ストリーターの小説『Father of the Bride』。
子役出身のエリザベス・テイラーは当時18歳で、本作が大人の女性を演じ成功をおさめた最初期の作品となった。
テイラーとコンラッド・ヒルトン・ジュニアの挙式（5月6日）の12日後にプレミア上映が行われている。1951年には続篇『可愛い配当』が公開された。その後1991年には『花嫁のパパ』としてリメイクされた。
第23回アカデミー賞では作品賞、主演男優賞（スペンサー・トレイシー）、脚色賞の3部門でノミネートされたが、いずれも受賞はならなかった。
また、アメリカン・フィルム・インスティチュートが選んだアメリカ喜劇映画ベスト100で83位となっている。

## ストーリー
パーティの後、散らかった邸宅で、疲れ切った弁護士のスタンリー・バンクスが娘の結婚式を振り返る。
「嵐」の始まりは3か月前だった。いつも通り帰宅すると、妻エリーと家政婦デライラが出迎え、19歳の長男のベンに車のキーを渡し、次男のトミーと一言挨拶を交わす、いつも通りの夜のはずだった。しかし、20歳の一人娘ケイ（キャサリン）はいつもと違う生き生きとした様子だった。突如電話が入り、バックリーという青年からだと言う。ケイは結婚を夢見て話し始める。スタンリーは、家に出入りする軽薄あるいは無能な男たちのうちの誰であるかを想像し、気が気ではない。結婚に猛反対する父親に対し、ケイはバックリーが、現代的で優秀なビジネスマンだと涙ながらに話し、席を外してしまう。
やがて、背が高くマナーもわきまえた26歳の好青年バックリー・ダンスタンがデートの迎えに現れる。すぐにケイの母エリーと打ち解けるが、スタンリーは複雑な気持ちを隠せない。父親の勧めには従わないが、恋人の勧めに従ってコートを替える娘を見て、スタンリーは自分は役目を終えたことを悟り始める。エリーは娘の結婚に有頂天になり、結婚式の準備に夢中になる。
早速、翌日の夕食にバックリーを招き、スタンリーは彼の人柄、特に経済力を見極めようとするが、結果は申し分なかった。次にバンクス夫妻は、ダンスタン家を訪問し、バンクス家と同等かそれ以上の家柄であることを確認し、親同士はすぐに打ち解ける。マティーニで饒舌になったスタンリーは、ケイの幼い頃からの思い出を延々と語り続け、他方、ダンスタン夫妻がバックリーの話を始めると居眠りしてしまう。
花嫁の父として、婚約披露宴を開くが、来客の男たちから、短期間での離婚や多額の支出など、不安になる話ばかり耳にしてしまう。そして、結婚式と披露宴の相談が始まると、一家は口論となる。しかし、妻が教会で式を挙げられなかったことを長年不満に思っていたことを知り、娘の夢を叶えるべく盛大な結婚式を決心する。こうして金の支払い以外に役目がなくなったスタンリーは、結婚式や嫁入り支度のリストとその費用を見て愕然とする。
招待客には一人3ドル75セントの費用がかかり、さらに当日の食事選びや、両親の衣装、食器、付添人や花婿の贈り物、家具の配置換えにもかなりの費用がかかり、騒動となる。そしてスタンリーは、花婿側は花婿以外1セントも出さないことに気付いてしまう。
やがて結婚式への出席の返事や、ケイへの贈り物が山のように届き始める。そんな中、突然ケイが結婚しないと言い出す。スタンリーは娘を慰め、結婚式を中止する方向で話をするが、やがて新婚旅行先を巡る喧嘩が発端だったことを知る。バックリーが謝罪に来ると、父親をよそに2人はきつく抱きしめ合って仲直りし、真剣に心配したスタンリーは呆気にとられる。
いよいよ前日、結婚式のリハーサルが上手くいかず、スタンリーは本番で失敗する悪夢にうなされて寝付けない。そこで、台所に行くと同じように本番の不安で寝付けないケイがいて、娘を励ます。
当日も、朝から準備で大騒動となる。まず妻の美しさに感激するのだが、新婦の娘ケイも、それはお伽話の姫のように美しかった。感激に浸る間も無く、父娘で教会に向かう。大勢の祝福と称賛を受けながら、スタンリーは自分の役目と動作を頭の中で復習しつつ、娘が自分の下から去ってしまうことをついに悟る。こうして結婚式が執り行われた。続く披露宴も、小さな問題や誤算こそ起こったが、娘と会話出来ないほどの盛会となる。ケイを新婚旅行に送り出し、無事に終えたところで、冒頭の場面に戻る。
ケイからの電話が鳴り、カナダへの出発を前に両親への感謝と愛情を伝える。スタンリーは漸く心の平穏を取り戻し、古い諺から「娘は生涯、親の子」と言うと、妻と2人踊り始めるのだった。

## キャスト
| 役名                     | 俳優                   | 日本語吹替  | 日本語吹替 |
| 役名                     | 俳優                   | NETテレビ版 | NHK版      |
| ------------------------ | ---------------------- | ----------- | ---------- |
| スタンリー・T・バンクス  | スペンサー・トレイシー | 森山周一郎  | 牟田悌三   |
| エリー（スタンリーの妻） | ジョーン・ベネット     | 寺島信子    |            |
| ケイ（スタンリーの娘）   | エリザベス・テイラー   | 武藤礼子    | 柏原芳恵   |
| バックリー・ダンスタン   | ドン・テイラー         | 仲村秀生    |            |
| 神父                     | ポール・ハーヴェイ     | 大木民夫    | 大木民夫   |
| ドリス・ダンスタン       | ビリー・バーク         |             |            |
| ハーバート・ダンスタン   | モローニ・オルセン     |             |            |
| デライラ                 | マリエッタ・キャンティ |             |            |
| トミー・バンクス（次男） | ラス・タンブリン       |             |            |
| ベン・バンクス（長男）   | トム・アイリッシュ     |             |            |
| マズーラ氏               | レオ・G・キャロル      |             |            |

- NETテレビ版：初回放送1973年6月10日『日曜洋画劇場』

## スタッフ
- 監督：ヴィンセント・ミネリ
- 製作：パンドロ・S・バーマン（英語版）
- 原作：エドワード・ストリーター（英語版）『Father of the Bride』
- 脚本：フランシス・グッドリッチ（英語版）、アルバート・ハケット（英語版）
- 音楽：アドルフ・ドイチュ
- 撮影：ジョン・アルトン（英語版）
- 編集：フェリス・ウェブスター（英語版）
- 美術：セドリック・ギボンズ、レオニード・ヴァシアン
- 装置：エドウィン・B・ウィリス
- 衣装：ヘレン・ローズ、ウォルター・プランケット（英語版）
- 録音：ダグラス・シアラー